# AHL 1997/98
Die Saison 1997/98 war die 62. reguläre Saison der American Hockey League (AHL). Während der regulären Saison bestritten die 18 Teams der Liga jeweils 80 Begegnungen. Die jeweils acht besten Mannschaften der Eastern Conference und der Western Conference spielten anschließend in einer Play-off-Runde um den Calder Cup.

## Teamänderungen
Folgende Änderungen wurden vor Beginn der Saison vorgenommen:
- Die Baltimore Bandits wurden nach Cincinnati, Ohio, umgesiedelt und spielten fortan unter dem Namen Cincinnati Mighty Ducks
- Die Binghamton Rangers wurden nach Hartford, Connecticut, umgesiedelt und spielten fortan unter dem Namen Hartford Wolf Pack.
- Die Carolina Monarchs wurden nach New Haven, Connecticut, umgesiedelt und spielten fortan unter dem Namen Beast of New Haven

## Reguläre Saison

### Abschlusstabellen
Abkürzungen: GP = Spiele, W = Siege, L = Niederlagen, T = Unentschieden, OTL = Niederlage nach Overtime, GF = Erzielte Tore, GA = Gegentore, Pts = Punkte

Erläuterungen: In Klammern befindet sich die Platzierung innerhalb der Conference;       = Playoff-Qualifikation,       = Division-Sieger,       = Conference-Sieger

#### Eastern Conference
| Atlantic Division      | GP | W  | L  | T  | OTL | GF  | GA  | Pts |
| ---------------------- | -- | -- | -- | -- | --- | --- | --- | --- |
| Saint John Flames      | 80 | 43 | 24 | 13 | 0   | 231 | 201 | 99  |
| Fredericton Canadiens  | 80 | 33 | 32 | 10 | 5   | 245 | 244 | 81  |
| Portland Pirates       | 80 | 33 | 33 | 12 | 2   | 241 | 247 | 80  |
| St. John’s Maple Leafs | 80 | 25 | 32 | 18 | 5   | 233 | 254 | 73  |

| New England Division | GP | W  | L  | T  | OTL | GF  | GA  | Pts |
| -------------------- | -- | -- | -- | -- | --- | --- | --- | --- |
| Springfield Falcons  | 80 | 45 | 26 | 7  | 2   | 278 | 248 | 99  |
| Hartford Wolf Pack   | 80 | 43 | 24 | 12 | 1   | 272 | 227 | 99  |
| Beast of New Haven   | 80 | 38 | 33 | 7  | 2   | 256 | 239 | 85  |
| Worcester IceCats    | 80 | 34 | 31 | 9  | 6   | 267 | 268 | 83  |
| Providence Bruins    | 80 | 19 | 49 | 7  | 5   | 211 | 301 | 50  |

#### Western Conference
| Empire State Division | GP | W  | L  | T  | OTL | GF  | GA  | Pts |
| --------------------- | -- | -- | -- | -- | --- | --- | --- | --- |
| Albany River Rats     | 80 | 43 | 20 | 11 | 6   | 290 | 223 | 103 |
| Hamilton Bulldogs     | 80 | 36 | 22 | 17 | 5   | 264 | 242 | 94  |
| Syracuse Crunch       | 80 | 35 | 32 | 11 | 2   | 272 | 285 | 83  |
| Adirondack Red Wings  | 80 | 31 | 37 | 9  | 3   | 245 | 275 | 74  |
| Rochester Americans   | 80 | 30 | 38 | 12 | 0   | 238 | 260 | 72  |

| Mid-Atlantic Division   | GP | W  | L  | T  | OTL | GF  | GA  | Pts |
| ----------------------- | -- | -- | -- | -- | --- | --- | --- | --- |
| Philadelphia Phantoms   | 80 | 47 | 21 | 10 | 2   | 314 | 249 | 106 |
| Hershey Bears           | 80 | 36 | 31 | 7  | 6   | 238 | 235 | 85  |
| Kentucky Thoroughblades | 80 | 29 | 39 | 9  | 3   | 241 | 278 | 70  |
| Cincinnati Mighty Ducks | 80 | 23 | 37 | 13 | 7   | 243 | 303 | 66  |

### Beste Scorer
Abkürzungen: GP = Spiele, G = Tore, A = Assists, Pts = Punkte, +/- = Plus/Minus, PIM = Strafminuten; Fett: Saisonbestwert
| Spieler          | Team                    | GP | G  | A  | Pts | PIM |
| ---------------- | ----------------------- | -- | -- | -- | --- | --- |
| Peter White      | Philadelphia Phantoms   | 80 | 27 | 78 | 105 | 28  |
| Bob Wren         | Cincinnati Mighty Ducks | 77 | 42 | 58 | 100 | 151 |
| Steve Guolla     | Kentucky Thoroughblades | 69 | 37 | 63 | 100 | 45  |
| Stacy Roest      | Adirondack Red Wings    | 80 | 34 | 58 | 92  | 30  |
| Danny Brière     | Springfield Falcons     | 68 | 36 | 56 | 92  | 42  |
| Craig Darby      | Philadelphia Phantoms   | 77 | 42 | 45 | 87  | 34  |
| Craig Reichert   | Cincinnati Mighty Ducks | 78 | 28 | 59 | 87  | 28  |
| Brendan Morrison | Albany River Rats       | 72 | 35 | 49 | 84  | 44  |
| Alexei Jegorow   | Kentucky Thoroughblades | 79 | 32 | 52 | 84  | 56  |

## Calder-Cup-Playoffs

### Modus
Für die Playoffs qualifizierten sich in der Eastern Conference und Western Conference je die acht besten Mannschaften. Während sich in der Eastern Conference jeweils die besten vier Mannschaften jeder Division qualifizierten, konnte sich in der Western Conference der Fünfte der Empire State Division, die Rochester Americans, qualifizieren, da sie mehr Punkte aufwiesen als der Vierte der Mid-Atlantic Division, die Cincinnati Mighty Ducks.
In den ersten drei Playoff-Runden wurden die Sieger der Eastern bzw. Western Division ausgespielt, die anschließend im Finale um den Calder Cup aufeinandertrafen. Während die erste Playoff-Runde im Best-of-Five-Modus ausgespielt wurde, wurden alle anderen Playoffrunden, sowie das Finale im Modus Best-of-Seven ausgespielt.

### Playoff-Baum
|  | Division Semifinals | Division Semifinals     | Division Semifinals   |                    |                       | Division Finals | Division Finals    | Division Finals |  |  | Conference Finals | Conference Finals | Conference Finals |  |  | Calder Cup Finals | Calder Cup Finals | Calder Cup Finals |
|  |                     |                         |                       |                    |                       |                 |                    |                 |  |  |                   |                   |                   |  |  |                   |                   |                   |
|  | A1                  | Saint John Flames       | 3                     |                    |                       |                 |                    |                 |  |  |                   |                   |                   |  |  |                   |                   |                   |
|  | A4                  | St. John’s Maple Leafs  | 1                     |                    |                       |                 |                    |                 |  |  |                   |                   |                   |  |  |                   |                   |                   |
|  | A4                  | St. John’s Maple Leafs  | 1                     | A1                 | Saint John Flames     | 4               |                    |                 |  |  |                   |                   |                   |  |  |                   |                   |                   |
|  |                     |                         |                       | A1                 | Saint John Flames     | 4               |                    |                 |  |  |                   |                   |                   |  |  |                   |                   |                   |
|  |                     |                         | A3                    | Portland Pirates   | 2                     |                 |                    |                 |  |  |                   |                   |                   |  |  |                   |                   |                   |
|  | A2                  | Fredericton Canadiens   | A3                    | Portland Pirates   | 2                     | 1               |                    |                 |  |  |                   |                   |                   |  |  |                   |                   |                   |
|  | A2                  | Fredericton Canadiens   |                       |                    |                       | 1               |                    |                 |  |  |                   |                   |                   |  |  |                   |                   |                   |
|  | A3                  | Portland Pirates        | 3                     |                    |                       |                 |                    |                 |  |  |                   |                   |                   |  |  |                   |                   |                   |
|  | A3                  | Portland Pirates        | 3                     | A1                 | Saint John Flames     | 4               |                    |                 |  |  |                   |                   |                   |  |  |                   |                   |                   |
|  |                     |                         |                       | A1                 | Saint John Flames     | 4               | Eastern Conference |                 |  |  |                   |                   |                   |  |  |                   |                   |                   |
|  |                     | N2                      | Hartford Wolf Pack    | 1                  |                       |                 |                    |                 |  |  |                   |                   |                   |  |  |                   |                   |                   |
|  | N1                  | N2                      | Hartford Wolf Pack    | 1                  | Springfield Falcons   | 1               |                    |                 |  |  |                   |                   |                   |  |  |                   |                   |                   |
|  | N1                  |                         |                       |                    | Springfield Falcons   | 1               |                    |                 |  |  |                   |                   |                   |  |  |                   |                   |                   |
|  | N4                  | Worcester IceCats       | 3                     |                    |                       |                 |                    |                 |  |  |                   |                   |                   |  |  |                   |                   |                   |
|  | N4                  | Worcester IceCats       | 3                     | N4                 | Worcester IceCats     | 3               |                    |                 |  |  |                   |                   |                   |  |  |                   |                   |                   |
|  |                     |                         |                       | N4                 | Worcester IceCats     | 3               |                    |                 |  |  |                   |                   |                   |  |  |                   |                   |                   |
|  |                     |                         | N2                    | Hartford Wolf Pack | 4                     |                 |                    |                 |  |  |                   |                   |                   |  |  |                   |                   |                   |
|  | N2                  | Hartford Wolf Pack      | N2                    | Hartford Wolf Pack | 4                     | 3               |                    |                 |  |  |                   |                   |                   |  |  |                   |                   |                   |
|  | N2                  | Hartford Wolf Pack      |                       |                    |                       |                 |                    |                 |  |  |                   |                   |                   |  |  |                   |                   |                   |
|  | N3                  | Beast of New Haven      | 0                     |                    |                       |                 |                    |                 |  |  |                   |                   |                   |  |  |                   |                   |                   |
|  | N3                  | Beast of New Haven      | 0                     | A1                 | Saint John Flames     | 2               |                    |                 |  |  |                   |                   |                   |  |  |                   |                   |                   |
|  |                     |                         |                       |                    |                       |                 |                    |                 |  |  |                   |                   |                   |  |  |                   |                   |                   |
|  |                     | M1                      | Philadelphia Phantoms | 4                  |                       |                 |                    |                 |  |  |                   |                   |                   |  |  |                   |                   |                   |
|  | E1                  | M1                      | Philadelphia Phantoms | 4                  | Albany River Rats     | 3               |                    |                 |  |  |                   |                   |                   |  |  |                   |                   |                   |
|  | E1                  |                         |                       |                    | Albany River Rats     | 3               |                    |                 |  |  |                   |                   |                   |  |  |                   |                   |                   |
|  | E4                  | Adirondack Red Wings    | 0                     |                    |                       |                 |                    |                 |  |  |                   |                   |                   |  |  |                   |                   |                   |
|  | E4                  | Adirondack Red Wings    | 0                     | E1                 | Albany River Rats     | 4               |                    |                 |  |  |                   |                   |                   |  |  |                   |                   |                   |
|  |                     |                         |                       | E1                 | Albany River Rats     | 4               |                    |                 |  |  |                   |                   |                   |  |  |                   |                   |                   |
|  |                     |                         | E3                    | Hamilton Bulldogs  | 0                     |                 |                    |                 |  |  |                   |                   |                   |  |  |                   |                   |                   |
|  | E2                  | Hamilton Bulldogs       | E3                    | Hamilton Bulldogs  | 0                     | 3               |                    |                 |  |  |                   |                   |                   |  |  |                   |                   |                   |
|  | E2                  | Hamilton Bulldogs       |                       |                    |                       | 3               |                    |                 |  |  |                   |                   |                   |  |  |                   |                   |                   |
|  | E3                  | Syracuse Crunch         | 2                     |                    |                       |                 |                    |                 |  |  |                   |                   |                   |  |  |                   |                   |                   |
|  | E3                  | Syracuse Crunch         | 2                     | E1                 | Albany River Rats     | 2               |                    |                 |  |  |                   |                   |                   |  |  |                   |                   |                   |
|  |                     |                         |                       | E1                 | Albany River Rats     | 2               | Western Conference |                 |  |  |                   |                   |                   |  |  |                   |                   |                   |
|  |                     | M1                      | Philadelphia Phantoms | 4                  |                       |                 |                    |                 |  |  |                   |                   |                   |  |  |                   |                   |                   |
|  | M1                  | M1                      | Philadelphia Phantoms | 4                  | Philadelphia Phantoms | 3               |                    |                 |  |  |                   |                   |                   |  |  |                   |                   |                   |
|  | M1                  |                         |                       |                    |                       |                 |                    |                 |  |  |                   |                   |                   |  |  |                   |                   |                   |
|  | E5                  | Rochester Americans     | 1                     |                    |                       |                 |                    |                 |  |  |                   |                   |                   |  |  |                   |                   |                   |
|  | E5                  | Rochester Americans     | 1                     | M1                 | Philadelphia Phantoms | 4               |                    |                 |  |  |                   |                   |                   |  |  |                   |                   |                   |
|  |                     |                         |                       | M1                 | Philadelphia Phantoms | 4               |                    |                 |  |  |                   |                   |                   |  |  |                   |                   |                   |
|  |                     |                         | M2                    | Hershey Bears      | 0                     |                 |                    |                 |  |  |                   |                   |                   |  |  |                   |                   |                   |
|  | M2                  | Hershey Bears           | M2                    | Hershey Bears      | 0                     | 3               |                    |                 |  |  |                   |                   |                   |  |  |                   |                   |                   |
|  | M2                  | Hershey Bears           |                       |                    |                       |                 |                    |                 |  |  |                   |                   |                   |  |  |                   |                   |                   |
|  | M3                  | Kentucky Thoroughblades | 0                     |                    |                       |                 |                    |                 |  |  |                   |                   |                   |  |  |                   |                   |                   |

### Calder-Cup-Sieger
| Calder-Cup-Sieger Philadelphia Phantoms | Torhüter: Brian Boucher, Neil Little Verteidiger: Andy Delmore, Jamie Heward, Jeff Lank, Dave MacIsaac, Jeff Staples, John Stevens, Travis Van Tighem Angreifer: Frank Bialowas, Martin Cerven, Bruce Coles, Craig Darby, Paul Healey, Mike Maneluk, Shawn McCosh, Jim Montgomery, Sean O’Brien, Andre Payette, Brian Wesenberg, Peter White Cheftrainer: Bill Barber General Manager: Bobby Clarke |

## Vergebene Trophäen

### Mannschaftstrophäen
| Auszeichnung                                                     | Team                  |
| ---------------------------------------------------------------- | --------------------- |
| Calder Cup Gewinner der AHL-Playoffs                             | Philadelphia Phantoms |
| Richard F. Canning Trophy Gewinner des Eastern Conference-Finale | Saint John Flames     |
| Robert W. Clarke Trophy Gewinner des Western Conference-Finale   | Philadelphia Phantoms |
| Macgregor Kilpatrick Trophy Bestes Team der regulären Saison     | Philadelphia Phantoms |
| Frank S. Mathers Trophy Bestes Team der Mid-Atlantic Division    | Philadelphia Phantoms |
| F. G. „Teddy“ Oke Trophy Bestes Team der New England Division    | Springfield Falcons   |
| Sam Pollock Trophy Bestes Team der Atlantic Division             | Saint John Flames     |
| John D. Chick Trophy Bestes Team der Empire State Division       | Albany River Rats     |

### Individuelle Trophäen
| Auszeichnung                                                                                                   | Spieler                | Team                    |
| --- | ---------------------- | ----------------------- |
| Les Cunningham Award MVP der regulären Saison                                                                  | Steve Guolla           | Kentucky Thoroughblades |
| John B. Sollenberger Trophy Bester Scorer                                                                      | Peter White            | Philadelphia Phantoms   |
| Dudley „Red“ Garrett Memorial Award Bester Rookie                                                              | Daniel Brière          | Springfield Falcons     |
| Eddie Shore Award Bester Verteidiger                                                                           | Jamie Heward           | Philadelphia Phantoms   |
| Aldege „Baz“ Bastien Memorial Award Bester Torhüter                                                            | Scott Langkow          | Springfield Falcons     |
| Harry „Hap“ Holmes Memorial Award Torhüter mit dem geringsten Gegentorschnitt                                  | Jean-Sébastien Giguère | Saint John Flames       |
| Harry „Hap“ Holmes Memorial Award Torhüter mit dem geringsten Gegentorschnitt                                  | Tyler Moss             | Saint John Flames       |
| Louis A. R. Pieri Memorial Award Bester Trainer                                                                | Bill Stewart           | Saint John Flames       |
| Fred T. Hunt Memorial Award Für den Spieler, der durch Fairness, Einsatz und Hingabe herausragt                | Craig Charron          | Rochester Americans     |
| Yanick Dupré Memorial Award Für den Spieler, der sich durch besonderen Einsatz in der Gesellschaft auszeichnet | John Jakopin           | Beast of New Haven      |
| Jack A. Butterfield Trophy MVP der Calder-Cup-Playoffs                                                         | Mike Maneluk           | Philadelphia Phantoms   |